# Brotas (São Paulo)
Pour les articles homonymes, voir Brotas.
Brotas est une municipalité brésilienne de l'État de São Paulo et la Microrégion de Rio Claro.

## Démographie
| Évolution de la population (municipalité) | Évolution de la population (municipalité) | Évolution de la population (municipalité) | Évolution de la population (municipalité) |
| Année                                     | Population                                |                                           | %±                                        |
| ----------------------------------------- | ----------------------------------------- | ----------------------------------------- | ----------------------------------------- |
| 1920                                      | 18 305                                    |                                           |                                           |
| 1940                                      | 17 741                                    |                                           | −3,1%                                     |
| 1950                                      | 13 648                                    |                                           | −23,1%                                    |
| 1960                                      | 13 126                                    |                                           | −3,8%                                     |
| 1970                                      | 11 962                                    |                                           | −8,9%                                     |
| 1980                                      | 11 262                                    |                                           | −5,9%                                     |
| 1991                                      | 14 402                                    |                                           | 27,9%                                     |
| 2000                                      | 18 886                                    |                                           | 31,1%                                     |
| 2010                                      | 21 580                                    |                                           | 14,3%                                     |
| 2022                                      | 23 898                                    |                                           | 10,7%                                     |
| ,                                         |                                           |                                           |                                           |